# Юен Бремнер
Юен Бремнер (англ. Ewen Bremner, нар. 23 січня 1972, Единбург, Шотландія, Велика Британія) — шотландський актор.

## Біографія
Юен Бремнер народився в Единбурзі, Велика Британія в родині вчителів малювання. Закінчив середню школу в Портобелло. У дитячі роки мріяв стати цирковим клоуном, але його кар'єру визначив телевізійний директор Річард Брукс, який відчинив йому двері шоу-бізнеса.

## Кар'єра
Свою першу роль зіграв у шотландській комедії «Небесне переслідування». Потім були епізодичні ролі в британській чорній комедії «Оголені», пригодницькій драмі «Принц Ютландії», науково-фантастичному фільмі «Суддя Дредд». У 1996 вийшла чорна комедія «На голці». У ній актор виконав одну з головних ролей наркомана Деніела Мерфі. У стрічці «Кислотний будинок» зіграв Коко в однойменній частині фільму. У цій же комедійній драмі знімався Ірвін Велш — автор роману «Трейнспотинг», що ліг в основу фільму «На голці». У 2000 з'явився у ролі бандита в чорній комедії Гая Річі «Великий куш».
У фільмі «День розплати» 2002 Юен виконав роль бенедиктинця, пілота зіграв у пригодницькій комедії «Скарб Амазонки» та інспектора Фікса в сімейній стрічці «Навколо світу за 80 днів». У фантастичному фільмі жахів «Чужий проти Хижака» актор з'явився у ролі інженера та члена експедиції. У мінісеріалі «Єлизавета I» про життя та правління королеви Єлизавети I, Юен зіграв короля Якова I. 
У 2010 вийшла стрічка Вуді Аллена «Ти зустрінеш таємничого незнайомця», актор виконав роль другого плану Генрі. У січні 2011 відбулась прем'єра фантастичної мелодрами «Останнє кохання на Землі», у ній актор виконав роль напарника Майкла (Юен Мак-Грегор). У 2017 Бремнер знову зіграв Деніела Мерфі у продовженні стрічки 1996 «На голці» «Т2 Трейнспоттінг». Також стало відомо, що актор приєднався до акторського складу супергеройського фільму «Диво-жінка».

## Особисте життя
У актора є донька Гармоні від стосунків з колишньою акторкою Марцією Роуз. Своє ім'я донька отримала на честь режисера Гармоні Коріна. Юен та Марція познайомились на зйомках короткометражного фільму «Шкіра» 1995 року. Хоча пара розійшлась, їм вдалося підтримувати гарні стосунки і Юен часто бачиться з донькою. Марція стала вчителем драми в Еденбурзі.

## Фільмографія

### Фільми
| Рік  | Назва                                       | Оригінальна назва                                      | Роль                 | Примітки  |
| ---- | ------------------------------------------- | ------------------------------------------------------ | -------------------- | --------- |
| 1986 | «Небесне переслідування»                    | Heavenly Pursuits                                      | Стіві Дінс           |           |
| 1989 |                                             | Conquest of the South Pole                             | пенгвін              | телефільм |
| 1990 | «Не забувай мене»                           | Forget About Me                                        | Брок                 |           |
| 1992 | «Як вам це сподобається»                    | As You Like It                                         | Сильвій              |           |
| 1993 | «Оголені»                                   | Naked                                                  | Арчі                 |           |
| 1994 | «Принц Ютландії»                            | Prince of Jutland                                      | Фровін               |           |
| 1995 | «Суддя Дредд»                               | Judge Dredd                                            | молодший янгол       |           |
| 1995 | «Аристофан: Боги сміються»                  | Aristophanes: The Gods Are Laughing                    |                      | телефільм |
| 1995 |                                             | Ruffian Hearts                                         | Мік                  | телефільм |
| 1995 | «Фенікс і чарівний килим»                   | The Phoenix and the Magic Carpet                       | Джо                  |           |
| 1996 | «На голці»                                  | Trainspotting                                          | Деніел Мерфі         |           |
| 1997 | «Полювання на носорога в Будапешті»         | Rhinoceros Hunting in Budapest                         | Чез                  |           |
| 1997 | «Моджо»                                     | Mojo                                                   | худий                |           |
| 1997 |                                             | The Life of Stuff                                      | Фрейзер              |           |
| 1997 |                                             | Deacon Brodie                                          | Луїс                 | телефільм |
| 1998 | «Кислотний будинок»                         | The Acid House                                         | Колін Брайс          |           |
| 1999 | «Ослятко Джуліен»                           | Julien Donkey-Boy                                      | Джуліен              |           |
| 2000 | «Параноя»                                   | Paranoid                                               | Гордон               |           |
| 2000 | «Великий куш»                               | Snatch                                                 | Молоток              |           |
| 2001 |                                             | Bye Bye Baby                                           | Голловей             | телефільм |
| 2001 | «Перл-Гарбор»                               | Pearl Harbor                                           | Ред Вінкл            |           |
| 2001 | «Падіння „Чорного яструба“»                 | Black Hawk Down                                        | Шон Нельсон          |           |
| 2002 | «Скандальний успіх Сальвадора Далі»         | Surrealissimo: The Scandalous Success of Salvador Dali | Сальвадор Далі       | телефільм |
| 2002 |                                             | Fancy Dancing                                          | Бернард              |           |
| 2002 | «День розплати»                             | The Reckoning                                          | Саймон Деміан        |           |
| 2003 | «Скагеррак»                                 | Skagerrak                                              | Габріель             |           |
| 2003 | «Шістнадцять років похмілля»                | 16 Years of Alcohol                                    | Джейк                |           |
| 2003 | «Скарб Амазонки»                            | The Rundown                                            | Деклан               |           |
| 2004 | «Навколо світу за 80 днів»                  | Around the World in 80 Days                            | інспектор Фікс       |           |
| 2004 | «Чужий проти Хижака»                        | Alien vs. Predator                                     | Граем Міллер         |           |
| 2005 | «Матч-пойнт»                                | Match Point                                            | інспектор Дауд       |           |
| 2006 |                                             | Marvelous                                              | Ларс                 |           |
| 2007 | «Смерть на похороні»                        | Death at a Funeral                                     | Джастін              |           |
| 2007 | «Холлем Фоу»                                | Hallam Foe                                             | Енді                 |           |
| 2008 | «Посередник»                                | Mediator                                               | Стівен               |           |
| 2008 | «Золото дурнів»                             | Fool's Gold                                            | Альфонз              |           |
| 2008 | «Боягуз»                                    | Faintheart                                             | Джуліан              |           |
| 2009 | «Нульова сума»                              | The Zero Sum                                           | Леонард Полсон       |           |
| 2009 |                                             | Wide Open Spaces                                       | Остін                |           |
| 2010 |                                             | One Night in Emergency                                 |                      | телефільм |
| 2010 | «Ти зустрінеш високого незнайомого брюнета» | You Will Meet a Tall Dark Stranger                     | Генрі Странгл        |           |
| 2010 | «Стрибок»                                   | Dive                                                   | Стюарт               | телефільм |
| 2011 | «Останнє кохання на Землі»                  | Perfect Sense                                          | Джеймс               |           |
| 2011 | «Восьма сторінка»                           | Page Eight                                             | Ролло Маверлі        | телефільм |
| 2012 | «Великі сподівання»                         | Great Expectations                                     | Веммік               |           |
| 2013 | «Ватикан»                                   | The Vatican                                            | монсеньйор           | телефільм |
| 2013 | «Джек — підкорювач велетнів»                | Jack the Giant Slayer                                  | Вік                  |           |
| 2013 | «Снігобур»                                  | Snowpiercer                                            | Ендрю                |           |
| 2014 | «Теркс и Кайкос»                            | Turks & Caicos                                         | Ролло Маверлі        | телефільм |
| 2014 | «Солоне поле бою»                           | Salting the Battlefield                                | Ролло Маверлі        | телефільм |
| 2014 | «Поет у Нью-Йорку»                          | A Poet in New York                                     | Джон Малколм Бріннін | телефільм |
| 2014 | «Сутінкова країна»                          | Skumringslandet                                        | Реббі Данбар         |           |
| 2014 | «Вихід: Боги та царі»                       | Exodus: Gods and Kings                                 | експерт              |           |
| 2014 | «Дістати Санту»                             | Get Santa                                              | Фінкертон            |           |
| 2017 | «Т2 Трейнспоттінг»                          | T2 Trainspotting                                       | Деніел Мерфі         |           |
| 2017 | «Шибайголови»                               | Renegades                                              | Джим Рейні           |           |
| 2017 | «Диво-жінка»                                | Wonder Woman                                           | Чарлі                |           |
| 2019 | «Перша корова»                              | First Cow                                              |                      |           |

### Серіали
| Рік       | Назва                        | Оригінальна назва               | Роль               | Примітки              |
| --------- | ---------------------------- | ------------------------------- | ------------------ | --------------------- |
| 1990      | «Таггерт»                    | Taggart                         | Джейсон            | 1 епізод              |
| 1991      | «Другий екран»               | Screen Two                      | Семмі Нельсон      | 1 епізод              |
| 1994      | «Детектив Джек Фрост»        | A Touch of Frost                | Гордон Гікс        | 1 епізод              |
| 1994      | «Інспектор Аллейн розслідує» | Alleyn Mysteries                | Волтер МакНабб     | 1 епізод              |
| 1994-1996 | «Суто англійське вбивство»   | The Bill                        | Пол Тові/Шин Льюїс | 2 епізоди             |
| 1997      | «Гаррі Енфілд і друзі»       | Harry Enfield and Chums         | Джокі/Джим         | 5 епізодів            |
| 2000      |                              | The Secret World of Michael Fry | Майкл Фрай         | мінісеріал; 2 епізоди |
| 2001      |                              | Langt fra Las Vegas             | Джон               | 1 епізод              |
| 2004      | «Підйом»                     | Coming Up                       | Джонні             | 1 епізод              |
| 2005      | «Єлизавета I»                | Elizabeth I                     | Яків I             | мінісеріал; 2 епізоди |
| 2006      | «Незаймана королева»         | The Virgin Queen                | сер Джеймс Мелвілл | мінісеріал; 2 епізоди |
| 2006      | «Загублена кімната»          | The Lost Room                   | Гарольд            | мінісеріал; 1 епізод  |
| 2008      | «Мене звати Ерл»             | My Name Is Earl                 | Райнард            | 1 епізод              |
| 2009      | «Привиди»                    | Spooks                          | Раян Бейслі        | 1 епізод              |
| 2009      | «День триффідів»             | The Day of the Triffids         | Волтер             | мінісеріал; 1 епізод  |
| 2010      | «Удар у відповідь»           | Strike Back                     | Джеральд Бакстер   | 2 епізоди             |
| 2010      | «Рухаючись уперед»           | Moving On                       | Адам               | 1 епізод              |
| 2012      | «Відключка»                  | Blackout                        | Джеррі             | мінісеріал; 2 епізоди |
| 2012      |                              | Them from That Thing            | Веріес             | 1 епізод              |
| 2012      | «Обвинувачені»               | Accused                         | Френк Бест         | 1 епізод              |
| 2015      | «Диявол, якого ти знаєш»     | The Devil You Know              | Ісраель Портер     | мінісеріал; 1 епізод  |
| 2015      | «Вигнанці»                   | Banished                        | Джонсон            | 7 епізодів            |
| 2016      | «Гудіні і Дойл»              | Houdini and Doyle               | Шерлок Холмс       | 1 епізод              |